# Charles Kernaghan
Charles Kernaghan (Nueva York, Nueva York, 2 de abril de 1948 - ibidem, 1 de junio de 2022) fue un activista de derechos humanos estadounidense.  

## Vida
Nació en 1948 en Brooklyn, uno de los tres hijos de padres católicos inmigrantes (su madre era checa y su padre escocés).
Es miembro del Comité Nacional de Trabajadores (National Labor Committee) de Nueva York, y director ejecutivo del Instituto Mundial del Trabajo y los Derechos Humanos ( Institute for Global Labour and Human Rights), antes conocido como Comité Nacional en Apoyo de los Derechos Humanos y de los Trabajadores (National Labor Committee in Support of Human and Worker Rights), actualmente con sede en Pittsburgh. 
Es conocido por su activismo contra la explotación y las duras condiciones de vida y laborales de los trabajadores pobres del mundo y por su posición crítica del capitalismo. 